# 王罴 (元朝)
王罴（13世纪—1311年），元朝大臣，元武宗时尚书参知政事。

## 生平
元武宗至大二年（1309年），设立尚书省，更新钞法，综理财用，保八奏任他为尚书参知政事。至大三年（1310年），加为大司徒。至大四年（1311年），元武宗驾崩，元仁宗即位，罢黜尚书省，以变乱旧章之罪，他和脱虎脱、乐实、保八一同被处死。